# Pemberton-Billing P.B.1
O Pemberton-Billing P.B.1, algumas vezes conhecido como o Supermarine, foi um hidroavião monoposto britânico construído pela Pemberton-Billing Limited, que depois transformou-se na Supermarine Aviation Works. Apenas um P.B.1 foi construído, e nunca voou mais longe do que um pulo.

## Design e desenvolvimento
O P.B.1 foi um monoposto de cockpit aberto biplano motorizado com um Gnome rotativo de 50 hp (37,3 kW), possuía uma hélice tripá em configuração impulsora montado em posição tratora em uma nacela entre as asas superiores.